# Syrrhopodon hongkongensis
Syrrhopodon hongkongensis là một loài rêu trong họ Calymperaceae. Loài này được L. Zhang mô tả khoa học đầu tiên năm 1999.